# ليزا ديل سييرا
ليزا ديل سييرا (بالفرنسية: Liza del Sierra)‏ (والمعروفة اختصارا بديل سييرا، 30 أغسطس 1985) هو الاسم الفني للممثلة الإباحية والمنتجة ومخرجة الأفلام الفرنسية «إميلي ديلوناي».

## حياتها
ولدت إميلي في 30 أغسطس 1985 في بلدية صغيرة تابعة لمقاطعة إيل دو فرانس، وعاشت في بوردو جنوب فرنسا، عملت لوقت قصير كراقصة تعري ثم بدأت العمل في صناعة الجنس في 2005. كانت متزوجة في تلك الفترة وقد وافق زوجها على عملها، لكنهما تطلقا سريعا.
بعد عملها في عدة أفلام إبحاية فرنسية، انتقلت للعمل في المجر في نفس المجال. وقد صرحت في مقابلة بأنها كانت تضطر للعمل في الجنس عبر الهاتف في الأوقات التي لم تتلقى فيها عروضا في الأفلام الإباحية.
في 2009 حصلت جائزة من مهرجان بروكسيل الدولي للشبقية. وفي 2010 ظهرت في إحدى حلقات مسلسل "the French remake of" الذي عرض على كنال+ في فرنسا. بعدا مثلت في فيلم جنس فموي مع مانويل فيرارا وكان ذلك بوابتها للتمثيل في الولايات المتحدة حيث تلقت هناك العديد من ترشيحات جوائز AVN. وفي 11 يوليو 2011 صنفتها مجلة كومبليكس في المركز 80 ضمن تصنيف أفضل 100 ممثلة إباحية حالية.
حياتها المهنية في الولايات المتحدة جعلتها تكسب شهرة أوسع في بلدها الأم، حيث أصبحت شخصية معروفة خلال عقد 2010، وبعد عودتها لفرنسا بدأت في الإخراج والإنتاج. في 2014 قدمت فيلما وثائقيا يحكي تفاصيل صناعة الجنس في فرنسا وقد عرض على قناة فرنسا 2.

## الجوائز والترشيحات
| السنة | الحفل                         | الفئة                  | العمل                      | النتيجة |
| ----- | ----------------------------- | ---------------------- | -------------------------- | ------- |
| 2009  | مهرجان بروكسيل الدولي للشبقية | جائزة أفضل موهبة شبقية |                            | فوز     |
| 2012  | AVN                           | أفضل فيلم جنس جماعي    | Evil Anal 14               | رُشِّح     |
| 2012  | AVN                           | أفضل فيلم جنس جماعي    | Orgy: The XXX Championship | رُشِّح     |
| 2012  | AVN                           | أفضل فيلم جنس فموي     | Anal Workout               | رُشِّح     |
| 2012  | AVN                           | أفضل ممثلة في السنة    |                            | رُشِّح     |
| 2013  | XBIZ                          | أفضل ممثلة في السنة    |                            | رُشِّح     |